# فيكتور مويا
فيكتور مويا مواليد 24 أكتوبر 1982 في سانتياغو دي كوبا، سانتياغو دي كوبا، هو لاعب قفز عالي كوبي. مثل بلاده في الأولمبياد.

## سجل المنافسة
| العام     | المسابقة                                        | المكان             | المركز    | حدث          | ملاحظة    |
| يمثل كوبا | يمثل كوبا                                       | يمثل كوبا          | يمثل كوبا | يمثل كوبا    | يمثل كوبا |
| --------- | ----------------------------------------------- | ------------------ | --------- | ------------ | --------- |
| 2005      | بطولة أمريكا الوسطى والكاريبي لألعاب القوى 2005 | ناساو              | 1         | القفز العالي | 2.26 م    |
| 2005      | بطولة العالم لألعاب القوى 2005                  | هلسنكي             | 2         | القفز العالي | 2.29 م    |
| 2005      | نهائي ألعاب القوى العالمي 2005                  | مونت كارلو، موناكو | 1         | القفز العالي | 2.35 م    |
| 2006      | بطولة العالم لألعاب القوى داخل الصالات 2006     | موسكو              | 4         | القفز العالي | 2.30 م    |
| 2007      | دورة الألعاب الأمريكية 2007                     | ريو دي جانيرو      | 1         | القفز العالي | 2.32 م    |
| 2007      | بطولة العالم لألعاب القوى 2007                  | أوساكا             | 5         | القفز العالي | 2.30 م    |
| 2008      | بطولة العالم لألعاب القوى داخل الصالات 2008     | بلنسية             | 5         | القفز العالي | 2.27 م    |
| 2008      | بطولة أمريكا الوسطى والكاريبي لألعاب القوى 2008 | كالي               | 1         | القفز العالي | 2.25 م    |
| 2011      | بطولة العالم لألعاب القوى 2011                  | دايغو              | 28        | القفز العالي | 2.21 م    |
| 2011      | دورة الألعاب الأمريكية 2011                     | غوادالاخارا        | 3         | القفز العالي | 2.26 م    |
| 2012      | الألعاب الأولمبية الصيفية 2012                  | لندن               | 20        | القفز العالي | 2.21 م    |

## روابط خارجية
- فيكتور مويا على موقع الاتحاد الدولي لألعاب القوى (الإنجليزية)
- فيكتور مويا على موقع اللجنة الأولمبية الدولية (الإنجليزية)
- فيكتور مويا على موقع أوليمبيديا (الإنجليزية)